# Авель

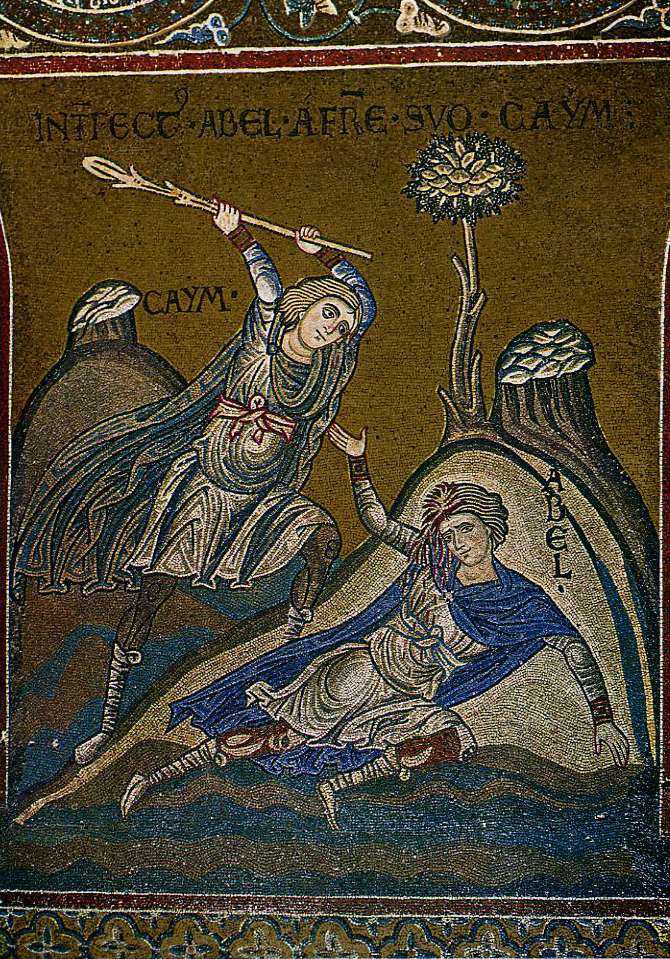
Каин убивает Авеля, мозаика в Монреале, Италия, 1150 г.

А́вель (др.-евр. הבל‬, А́бель — «пар», «суета», «плач»; греч. Άβελ) — персонаж Ветхого Завета, второй сын Адама и Евы. Согласно Библии, Авель был пастухом овец. Первый убиенный человек на земле. Убит своим братом Каином после того, как на жертвоприношение Авеля Бог обратил внимание, в отличие от жертвоприношения Каина.
И призрел Господь на Авеля и на дар его, а на Каина и на дар его не призрел. Каин сильно огорчился, и поникло лицо его.Быт. 4:4—5

## Варианты написания имени
Помимо написания Авель встречаются написания:
- Абель[6],
- Гевель[7],
- Хабил — в исламской традиции[8].

## Убийство
Конфликт начался с жертвоприношения Богу, произведённого обоими братьями (это первые жертвоприношения, о которых упоминается в Библии). Авель, как пастырь овец, принёс в жертву первородных своего стада, а Каин, как земледелец — плоды земли (Быт. 4:3—4).
Бог благосклонно принял только жертву Авеля. Каин сильно огорчился и после этого убил Авеля (Быт. 4:5—8). Каин попытался скрыть перед Богом факт содеянного (Быт. 4:9). За убийство Авеля Бог проклял Каина (Быт. 4:10—12).

## В религиях

### В иудаизме
В мидраше Берешит Рабба (глава 22) приводится толкование на жизнь Авеля. В нём сообщается, что, после того как Адам и Ева легли на ложе, вышли из него семеро: Каин и его сестра-близнец, Авель и две его сестры-близнецы. Авель был пастырем овец. Он не пробыл на свете более пятидесяти дней.
О причинах убийства Каином Авеля существует несколько толкований. По одному из них, один из братьев сказал: «Земля, на которой ты стоишь, — моя», а второй возразил: «То, что ты одет, — моё». Один сказал: «Разденься», другой возразил: «Улетай от земли». По другому толкованию, один сказал: «Храм должен быть построен в моей области», а другой утверждал: «Он должен быть построен в моей области». По третьему толкованию, ещё один близнец родился с Авелем, и каждый из братьев потребовал её. Один заявил: «Она будет у меня, потому что я первенец»; в то время как другой утверждал: «Я должен иметь её, потому что она родилась со мной». Авель был сильнее Каина, так что в начале борьбы Каин очутился под Авелем. Каин сказал: «Ведь нас только двое во всем мире, что скажешь ты отцу в утешение?» Авель исполнился жалости к брату и отпустил его, но Каин вероломно убил его.

#### В каббале
В книге «Зоар» утверждается, что Авель — это кругооборот (гилгул) души Моисея.

### В христианстве
В христианской традиции Авель рассматривается как первый мученик и первый гонимый праведник.
Отцы Церкви подробно развивают идею прообраза Авеля Иисусу Христу, указывая, что он был:
1. пастырь овец,
2. человек, принесший праведную жертву (символ крестной и евхаристической жертвы),
3. праведник, претерпевший насильственную смерть[14].

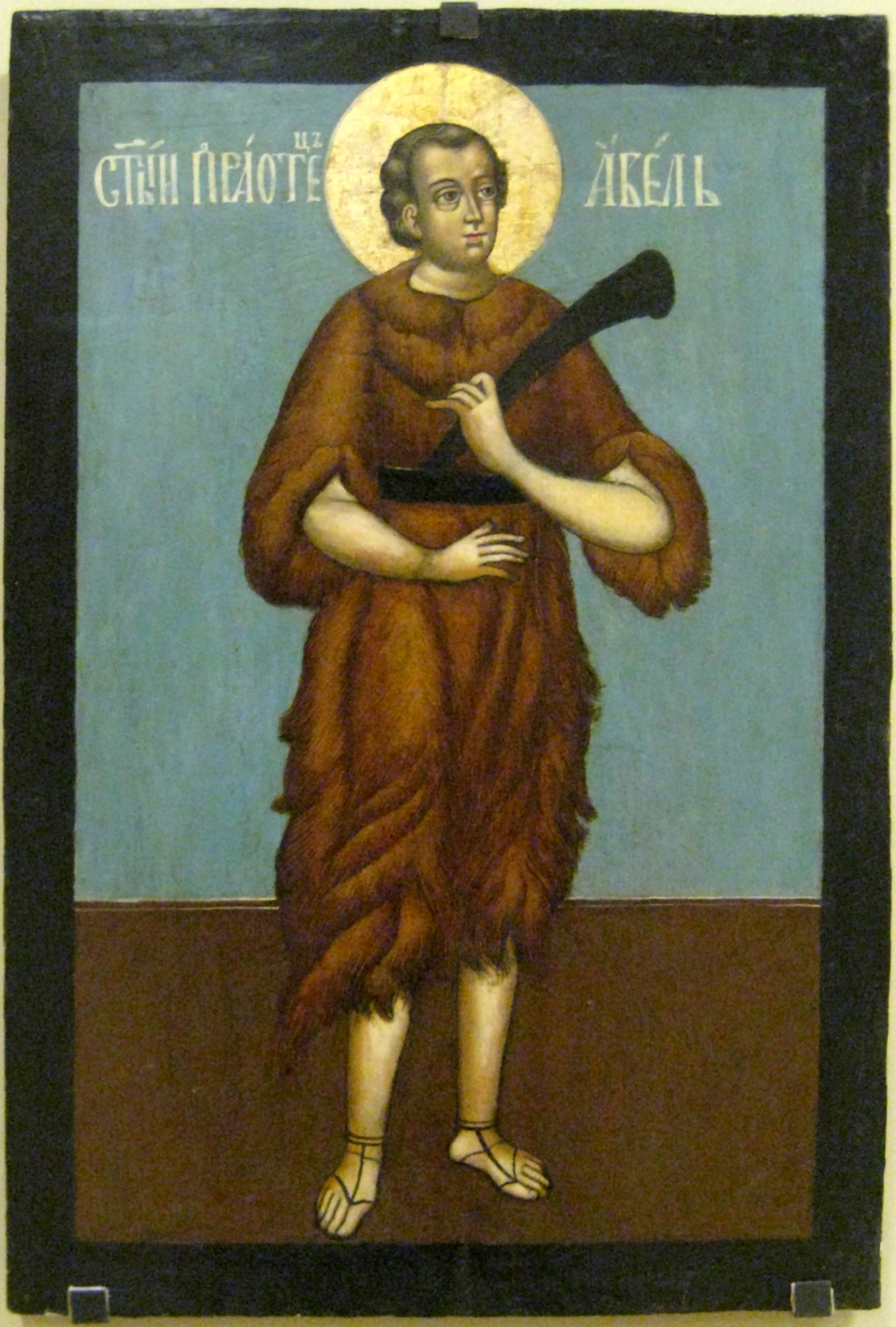
Частный музей русской иконы, икона XVIII века

Иисус Христос, обличая фарисеев, говорит, что с них взыщется «от крови праведного Авеля до Захарии» (Мф. 23:35).
Память о нём совершается в Неделю святых праотец (за два воскресенья перед праздником Рождества Христова) и Неделю святых отец (воскресение перед праздником Рождества Христова).

### В исламе
Об убийстве Каином Авеля из-за того, что жертва Каина была отвергнута, также написано в Коране, но имена братьев в нём не указаны. После убийства Аллах послал ворона, который стал разрывать землю, показывая как спрятать тело Авеля.
Согласно толкованиям, когда братья и сестры достигли совершеннолетия, Всевышний повелел Адаму женить Хабила (Авеля) на сестре, рождённой Евой одновременно с Кабилом (Каином), так как ей было запрещено вступать в брак с Каином. Каин отказался взять в жёны сестру, рождённую Евой одновременно с Авелем. Поскольку Каин не прекращал настаивать на своём, чтобы разрешить спор, Адам предложил прибегнуть к жертвоприношению — курбану. Авель принес лучшую овцу, а Каин — незрелую пшеницу. Положив и то и другое на разные холмы, они стали наблюдать. Тут с небес спустилось белое облако и подняло овцу Авеля. Когда Каин увидел это, он испытал сильную зависть и решил убить Авеля. Затем Каин похоронил Авеля. Авелю было двадцать лет.
Мусульмане почитают гробницу Авеля, расположенную в мечети Наби Хабиль недалеко от Дамаска.

### В сектантстве
В честь Авеля названа секта в раннем христианстве — авелиты. Они утверждали, что Авель, хотя и женатый, погиб девственником. Авелиты подражали ему, уклоняясь от исполнения супружеских отношений.

## Семья Авеля
Израильский раввин Элиягу Эссас:
- со ссылкой на Мидраш[18] сообщает, что вместе с Авелем, родились две девочки. Одна из них стала женой Авеля. А вот по поводу второй — чьей женой она будет — и поспорили Каин с Авелем[19].
- со ссылкой на Дон Ицхак Абарбанеля сообщает, что жену Эвеля (Авеля) звали Белевира[19].
- со ссылкой на Талмуд[20], сообщает, что, впоследствии, Каин женился на двух сёстрах Гевеля (Авеля)[21].

У святителя Димитрия Ростовского в Келейном летописце упомянута «рождённая вместе с Авелем сестра его Делвора».
Армянский историк Вардан Великий сообщал, что у Адама и Евы «родились Авель и сестра его, Авелухи» (Абелухи, Абелиха).
Саид-Афанди аль-Чиркави сообщал что:
- дети у Адама и Хавы рождались двойнями: мальчик и девочка;
- вместе родились Лаюса и Хабил (Авель);
- в другой раз — Кабил (Каин) и Иклима;
- всевышний повелел Адаму женить Хабила (Авеля) на Иклиме, ибо ей как близнецу было запрещено вступать в брак с Кабилом (Каином)[26].

## Образ в кино
- «Библия» (Италия, США, 1966); режиссёр — Джон Хьюстон, в роли Авеля — Франко Неро.
- «Ной» / Noah (2014; США); режиссёр — Даррен Аронофски, в роли Авеля — Арнар Дан.